# Polykras
Polykras är ett svart eller brunt mineral med en sammansättning liknande euxenit och består huvudsakligen av niobat och titanat av yttrium, erbium och uran. Mineralet är amorft och den kemiska sammansättningen motsvaras av (Y,Ca,Ce,U,Th)(Ti,Nb,Ta)2O6. Polykras förekommer i granitiska pegmatiter.
Benämningen kommer från grekiskan för "många" och "blandning" med referens till det stora antalet kemiska element i mineralets sammansättning.
Mineralets hårdhet enligt Mohs hårdhetsskala är 5 - 6 och dess densitet är ca 5000 kg/m3. Polykras är också radioaktivt till följd av sitt uraninnehåll (ca 6 procent)

## Förekomst och användning
Polykras beskrevs först 1870 baserat på en fyndighet vid Rasvåg nära Flekkefjord i Norge.
Polykras förekommer vidare som långsträckta, tavelformade kristaller på flera ställen på mineralgångar vid Slättåkra utanför Halmstad i Halland. Det påträffas även i Sätersdalen i Norge samt i USA i North- och South Carolina och i Klippiga bergen.